# Высокое мгновение
Высокое мгновение — картина испанского художника Сальвадора Дали. Находится в государственной галерее Штутгарта.

## Информация о картине
Картина написана маслом на холсте, представляет собой сюрреалистический натюрморт. На картине изображена телефонная трубка над тарелкой с яичницей на фоне берега моря.
Картина была закончена в 1938 году.